# Current TV
Current TV è stato un network televisivo internazionale di informazione indipendente, fondato nel 2005 da Al Gore, ex vicepresidente degli Stati Uniti e Premio Nobel per la pace 2007, e da Joel Hyatt, membro del Partito Democratico e consigliere d'amministrazione di Hewlett-Packard.
Premiata nel 2007 con un Emmy per il servizio TV interattivo, Current era una piattaforma crossmediale attiva 24 ore su 24 che integrava televisione e internet. Essa si fondava sul concetto di contenuto generato dagli utenti, tanto che nel 2007 si stimava che questa costituisse il 30% della programmazione. Anche per quanto riguarda le inserzioni pubblicitarie, il network ha sviluppato il modello V-CAMs (Viewer Created Advertising Messages), ossia messaggi pubblicitari creati dallo spettatore.
Il suo target di riferimento è quello della fascia demografica 18-34 anni.
Current è attualmente visibile negli Stati Uniti attraverso i partner di distribuzione Comcast (Canale 107), Time Warner, DirecTV (Canale 358), Dish Network (Canale 215). In Italia le trasmissioni sono partite l'8 maggio 2008 e terminate il 31 luglio 2011. Le trasmissioni inglesi sono partite, invece, il 12 marzo 2007 e terminate l'11 marzo 2012. Dal giugno 2009 va in onda anche in Canada.
Negli Stati Uniti, Current TV aveva circa 400 impiegati.
Negli USA, Current si collocava al sesto posto fra le TV nella fascia tra i 18 e i 34 anni e al primo in quella tra i 25 e i 34.
Il 2 gennaio 2013 è stata diffusa la notizia dell'acquisto di Current da parte di Al Jazeera, la quale ha manifestato l'intenzione di chiudere Current e lanciare un nuovo canale basato a New York denominato Al Jazeera America; tale annuncio si è poi realizzato il 20 agosto dello stesso anno.

## Ispirazione e storia
Il 1º agosto 2005 a mezzanotte iniziano negli Stati Uniti le trasmissioni di Current TV. In realtà, l'idea del canale nasce nel 2000: all'indomani delle elezioni presidenziali americane, Al Gore e Joel Hyatt ragionano sulla volontà di fondare un network d'informazione via cavo, rimanendo però delusi dal mercato e dall'ambiente delle TV convenzionali. Da qui nasce l'intenzione di competere coinvolgendo attivamente gli utenti e concentrandosi sul target 18-35 anni. Nella concezione dei fondatori la nuova TV non deve avere orientamenti politici e si deve proporre come voce indipendente nella quale le nuove generazioni possano riconoscersi.
Dopo vari passaggi e acquisizioni della INdTV Holdings, compagnia cofondata da Gore e Hyatt, nel 2005 nasce ufficialmente Current, network d'informazione che ruota attorno ai concetti di libertà, indipendenza e democrazia.
Il 6 ottobre 2006 viene annunciato un accordo con British Sky Broadcasting per il lancio sul satellite di una versione locale di Current. Le trasmissioni partono ufficialmente il 12 marzo 2007 su Sky (canale 229) e Virgin Media (Canale 155).
Il 16 settembre 2007, Current TV viene premiata con un Emmy come migliore servizio TV interattivo. È il network più giovane nella storia degli Emmy a ricevere un premio.
L'anno successivo, grazie ad un accordo tra Current e Sky, il canale sbarca in Italia a partire dall'8 maggio 2008 sul canale 130 della piattaforma satellitare. L'Italia è il primo paese non anglofono ad avere una versione locale di Current dopo Usa, Irlanda e Inghilterra. Il direttore del canale italiano era Tommaso Tessarolo.
Nel 2009, è la volta del Canada, mentre il 1º maggio 2010 viene lanciata anche in Sudafrica come parte del pacchetto della piattaforma TopTV.

## Filosofia e mission
Current mostra al suo pubblico cosa succede nel mondo, attraverso la voce dei protagonisti delle storie, proponendo contenuti alternativi a quelli dei tradizionali siti di informazione o canali televisivi.
Current ha implementato il modello dei contenuti creati dallo spettatore (VC2 - Viewer Created Content). Per VC² si intendono tutti quei video-contenuti ideati, prodotti e realizzati dal pubblico e che costituiscono circa il 30% della programmazione sul canale televisivo. Vengono trasmessi sul canale satellitare i video più votati dalla community internet.
L'interazione fra Web e TV è infatti totale. Gli argomenti della programmazione televisiva riflettono i temi affrontati all'interno della community e viceversa.
Emittente televisiva indipendente, Current conserva e promuove una vocazione ecologista sulle linee guida tracciate nel documentario di Al Gore Una scomoda verità.
Secondo il cofondatore Hyatt: "Si tratta di portare l'Internet intelligente in TV, non la TV stupida sugli schermi di Internet".

## Standard televisivi
Sin dalla sua fondazione nel 2005, Current è stato il principale network d'informazione mondiale peer-to-peer, oltre che unica piattaforma crossmediale dotata anche di un sito Web, la cui produzione e programmazione è realizzata in collaborazione con il pubblico.
Alla base dell'offerta di contenuti sono i POD, ovvero quei filmati brevi, di solito sotto i 7 minuti, che raccontano una storia, descrivono un personaggio e/o condividono un'idea spaziando sulle tematiche più diverse.
Current acquista POD per la TV. Il pagamento è stabilito a seconda della qualità del prodotto finito.
Chi invia un POD deve assicurarsi di avere tutte le liberatorie necessarie e di non infrangere il diritto d'autore con la colonna sonora. "Saranno rispettati i diritti degli autori – ha affermato Al Gore - non possiamo ignorare la proprietà intellettuale".
In particolare in Italia, il canale 130 Sky è partito con una programmazione shuffle (video a rotazione random). Nei primi mesi il palinsesto italiano si è caratterizzato per una programmazione in stile playlist: Pod come piccole pillole di informazione dai 2 agli 8 minuti di durata, organizzati in fasce di programmazione tematica di facile e veloce fruizione. I Pod provengono da tutto il mondo e possono essere doppiati o sottotitolati.
Subito, però, Current Italia ha anticipato modelli e palinsesti proposti dalla stessa casa madre America. A soli quattro mesi dal debutto infatti, il 15 settembre 2008 il canale 130 Sky annuncia la nuova stagione autunnale di Current e introduce una diretta con sei ore di live al giorno, dalle ore 19 all'1. Inoltre, al tradizionale palinsesto shuffle (programmazione random) viene affiancata la logica ad appuntamenti fissi settimanali, con quattro show a tema e della durata di circa un'ora: il martedì c'è l'appuntamento internazionale di "Vanguard" che presenta inchieste in esclusiva dalle zone calde del pianeta; il mercoledì ci sono le inchieste nazionali di "Vanguard" che presenta i reportage dei filmmaker italiani; ogni giovedì è in onda "Geek Files", un programma dedicato alle inchieste in ambito tecnologico.
Sempre nel 2008, per la prima volta in Italia, il pubblico del network creato da Al Gore viene chiamato a produrre anche la pubblicità per i partner del canale. Ad inaugurare l'iniziativa italiana VCAM (Viewer Created Ad Messages - Pubblicità Creata dai Telespettatori) – aperta a chiunque voglia mettere alla prova la propria vena creativa - un brand di fama mondiale: Warner Home Video Italia.
Gli utenti devono realizzare in 60" il remake di una scena scelta tra 60 leggendari film riediti da WB in occasione dell'85º anniversario della major. Gli spot vanno uploadati sul sito. Solo i due VCAM più votati dalla community e scelti dal brand sponsor sono trasmessi su Current TV e ricevono un compenso di 1.750 euro ciascuno.
L'iniziativa Warner Bros. è un successo, tanto che il 4 novembre 2008 Current propone con Canon il secondo progetto VCam, condividendo con lo sponsor la filosofia user generated e incentivando l'approccio spontaneo e sempre più diffuso degli utenti che decidono di comunicare attraverso i più nuovi e moderni linguaggi espressivi. Coerente con la propria filosofia Freecording (“registrare in libertà”), Canon chiede ai videomaker di Current di interpretare, attraverso le immagini, le emozioni nella vita di tutti i giorni senza porre limiti se non quelli della creatività di ciascuno.
Successivamente, le elezioni presidenziali statunitensi del 2008 rappresentano per Current una nuova sfida. Il network documenta sin dall'inizio il percorso dei contendenti, dalle primarie fino agli ultimi dibattiti; porta la voce dei giovani e degli americani "delle province" alla ribalta televisiva documentando lo stato d'animo della nazione. Il tutto si conclude con una maratona elettorale che ha visto Current dare voce alla gente in diretta durante i dibattiti tra i due candidati. Durante la notte elettorale del 4 novembre 2008 Current, grazie ad una partnership esclusiva con Twitter e Digg, ha reso possibile per gli utenti inviare in tempo reale i propri commenti, le proprie reazioni che sono state tradotte in TV in animazione grafica.
A dicembre, Current comincia a proporre, in esclusiva nazionale e internazionale, la messa in onda di lungometraggi (anziché i consueti POD) che non hanno trovato distribuzione nei tradizionali canali. Il 24 dicembre 2008 il canale manda in onda Il quarto sesso, puntata pilota della fiction realizzata dal regista Marco Costa, ancora oggi in cerca di distribuzione. Nonostante l'ottima realizzazione e un cast d'eccezione che vede Claudio Santamaria nel ruolo principale di un Gesù depresso e disoccupato, pare che la distribuzione di Il quarto sesso sia stata penalizzata per le tematiche considerate "di rottura". Il 25 dicembre è il debutto televisivo di Torno Subito il primo film italiano in alta definizione scaricabile gratuitamente solo da internet. Anteprima TV anche il 26 dicembre con The Beirut Apartment, il docufilm di Daniele Salaris sul tema sensibile dell'omosessualità in Libano.
Il film rappresenta un fenomeno di produzione dal basso – filosofia affine al contenuto generato dagli utenti di Current – realizzato da Malastrada.film, casa di creazione/diffusione di cinema di ricerca. E infine il 27 dicembre è la volta del debutto televisivo di Arrakis, documentario di denuncia sulle morti bianche. Un racconto toccante e in prima persona di Silvestro Capelli, ex-operaio della storica Breda Fucine di Sesto San Giovanni, che con la particolare voce di un laringectomizzato, racconta vedute di fabbriche abbandonate e del suo intervento per estirpare il tumore causato dall'amianto inalato durante gli anni del lavoro in fabbrica. A partire da questa sperimentazione Current ha dedicato e continua a dedicare sempre più spazio alla messa in onda di documentari e film d'inchiesta spesso mai apparsi in TV, dando vita a un ciclo di documentari e film chiamato "Current DOC" in onda tutti i lunedì. Tra i film d'inchiesta trasmessi in anteprima c'è "Citizen Berlusconi", che Current ha trasmesso in Italia in prima visione assoluta e La minaccia, documentario su Hugo Chávez.
Il 20 gennaio 2009, Current segue in diretta l'insediamento del Presidente Barack Obama alla Casa Bianca su tre livelli:Web, radio e TV. A una diretta televisiva viene affiancata una diretta tramite web radio e un liveblogging su Twitter. La diretta dell'insediamento è stata ripresa e trasmessa anche dal sito del Corriere della Sera.

## Vanguard Journalism
Vanguard è la serie che incarna questo nuovo modo di fare giornalismo che stravolge con successo la metodologia classica dell'inchiesta, tanto da aver ricevuto numerosi riconoscimenti tra i quali un Premio Emmy nel 2007.
Il team dei Vanguard è composto da giovani ed intrepidi giornalisti di ogni nazionalità che, partendo dall'headquarter di Los Angeles, di missione in missione indagano sulle più importanti questioni del nostro tempo. I Vanguard Journalist non si limitano a raccontare le storie, le vivono.
I Vanguard Journalist Laura Ling, Kaj Larsen, Christof Putzel, Mariana Van Zeller e Adam Yamaguchi sono giornalisti di ogni nazionalità, convinti che l'informazione sia un'esperienza conoscitiva che richiede grande impegno personale, “solo sul campo”. La loro missione è investigare in modo approfondito e diretto i temi cruciali del nostro tempo, direttamente dalle zone calde del pianeta solitamente off-limits ai media tradizionali.

Hanno provato sulla loro pelle il water boarding, la tecnica di tortura che simula il soffocamento con acqua. Hanno viaggiato aggrappati ai “treni della morte” assieme a centinaia di clandestini che dal centro America cercano di raggiungere gli Stati Uniti. Per primi sono saliti a bordo delle navi dei Pirati Moderni nelle acque al largo della Malesia, Singapore e Indonesia. Hanno vissuto al fianco di guerriglieri del Niger e sono entrati nei loro covi. I Vanguard Journalist di Current USA, ovvero 10 giornalisti di ogni nazionalità addestrati alla produzione di documentari e reportage ad alto rischio dalle zone del pianeta, propongono inchieste di taglio investigativo, rigorosamente realizzate sul campo e in prima persona.
Laura Ling
Laura si è costruita una carriera nel giornalismo alternativo perché crede che la sua generazione sia alla ricerca di qualcosa di nuovo e più autentico. Tra i reportage più significativi che Laura ha prodotto ci sono Undercover in Myanmar, viaggio nei paesi più isolati del mondo e Toxic Villages dove Laura ha seguito la traccia dei rifiuti elettronici fino alle discariche di rifiuti tossici in Cina.
Laura Ling è l'attuale vicepresidente dell'unità Vanguard, la divisione giornalistica del network Current che si occupa di questioni globali considerate significative per un pubblico giovane.
Ling è anche corrispondente per Current TV. Ha raccontato storie come l'epidemia d'influenza dei polli in Asia, lo sfruttamento di schiavi nella foresta amazzonica in Brasile, l'esplosione dell'industria del sesso in Cina e le piantagioni di marijuana nelle foreste della California.
Prima di iniziare a lavorare per Current nel febbraio del 2005, Ling era producer per Channel One news e con loro ha realizzato reportage da più di venti paesi diversi. Si è finta turista in Corea del Nord, ha parlato della cultura underground dei giovani iraniani, e ha intervistato i leader dell'esercito dello Stato di Wa in Myanmar – una delle più grandi organizzazioni armate che controllano il traffico di droga. Ling ha scritto “breaking it down”, una serie di documentari trasmessi su MTV tra il 1999 e il 2001. I suoi lavori sono stati trasmessi anche da Nighline su ABC, da NBC, PBS e da Warner Bros.
Kaj Larsen
Un ufficiale della marina trasformato in giornalista d'assalto. Vista la sua esperienza militare tra le storie Vanguard di Kaj ci sono Landmines in Cambogia, ovvero come bonificare i campi minati in uno dei paesi con la maggiore presenza di mine del mondo e Getting Water Boarded (subire il water boarding) il racconto in prima persona di questo tipo di tortura in cui Kaj viene soffocato con acqua per quasi mezz'ora.
Kaj Larsen lavora la prima volta per Current nel 2005, documentando la guerra allora dimenticata in Afghanistan. In seguito ha realizzato un ritratto della prima donna afgana candidata a una carica politica, ha parlato dell'impennata nel traffico di eroina e ha ricostruito le ultime tracce di Osama Bin Laden. Due anni più tardi Larsen è tornato in Afghanistan per realizzare un reportage sulla presa di potere della milizia talebana come conseguenza della perdita di consenso pubblico verso le forze della coalizione.
Prima di lavorare come giornalista televisivo, Larsen è stato ufficiale della Marina per cinque anni. Come tenente ha condotto operazioni segrete via mare alla guida di un reparto speciale. Larsen ha conseguito un master in Politica Pubblica ad Harvard. È membro del Jebsen Center per gli studi sul contro-terrorismo e del Shorenstein Center per la Stampa, la Politica e la Pubblica Amministrazione.
Christof Putzel
Un corrispondente che ha realizzato servizi in tutto il mondo. Pluripremiato, ha ricevuto riconoscimenti dalle accademie di arte e scienza per i film e la TV e premi da HBO e da Golden Eagle. Con From Russia with Hate (dalla Russia con odio) Christof ha indagato su un movimento neonazista che si sta sviluppando in Russia i cui membri aggrediscono brutalmente gli immigrati e diffondono il loro odio pubblicando video violenti in rete. Questo reportage gli è valso il Livingston award del 2008, nella categoria International Reporting, il Webby Award del 2008, nella categoria Drama: Individual Episode, il Webby People's Choice Award e il primo posto in classifica al National Headliner Award del 2008 nella categoria Investigative Reporting. Uno dei suoi primi incarichi per Current è stato raccontare la devastazione causata dall'uragano Katrina. Ha poi trattato argomenti come la dipendenza da metanfetamina nella comunità gay e lo sfruttamento delle miniere d'oro nella Repubblica Democratica del Congo.
Nell'estate del 2006 Putzel e Kaj Larsen, sempre del team Vanguard, sono stati i primi giornalisti della TV americana a raggiungere Mogadiscio, in Somalia, nel breve periodo in cui questa città devastata dalla guerra è stata controllata da rappresentanti dell'Islam.
Putzel è cresciuto a Washington, ha vissuto a Mosca durante il collasso dell'ex Unione Sovietica ed è tornato in Russia recentemente per indagare sulle numerose violenze compiute contro gli immigrati da parte di skinhead neonazisti.
Mentre era studente di cinema al Connecticut College, ha girato “Left Behind”, un documentario sugli orfani dell'AIDS in Kenya che ha vinto 16 premi internazionali, fra cui lo Student Academy Award, lo Student Emmy, l'HBO Films Award e il David Wolper Award dell'associazione internazionale dei documentaristi.
Prima di lavorare a Current TV i documentari di Putzel sono stati trasmessi dalla Canadian Broadcasting Corporation, dalla PBS e da Sundance Channel.
Mariana Van Zeller
Ha vissuto in quattro continenti, parla cinque lingue e ha lavorato per molti network internazionali. Il suo obiettivo: mantenere una prospettiva globale nel presentare la realtà al pubblico americano. Per questa ragione, Mariana nell'inchiesta Mexico: Train of Death (Messico: il treno della morte) non ha esitato a raccontare in prima persona il pericoloso e molto spesso mortale viaggio compiuto dagli emigranti del centro America che dal Messico cercano di raggiungere gli Stati Uniti.
Mariana van Zeller inizia la sua carriera come giornalista in Portogallo, suo paese natale, come producer e presentatrice per SIC Televisão, il più importante canale di news privato. Nel 2001 si trasferisce a New York e frequenta un master in giornalismo presso la Columbia University. Un mese dopo la laurea è inviata per l'Europa e racconta in diretta l'11 settembre.
Nel 2003 la Van Zeller realizza sotto copertura un servizio sui Mujaheddin siriani che vanno in Iraq a combattere l'invasione americana. Da allora ha attraversato la foresta amazzonica per raccontare la battaglia tra gli Indios brasiliani e i minatori per il controllo della miniera di diamanti più grande del Sud America e si è infiltrata nelle paludi della Nigeria per incontrare i militanti che vogliono ottenere il controllo sul petrolio del paese.
I lavori di Mariana Van Zeller sono apparsi su PBS, Channel 4 in Inghilterra e Insight News. Mariana parla correntemente 5 lingue: portoghese, inglese, spagnolo, italiano e francese.
Adam Yamaguchi
Formato nel giornalismo tradizionale, ma approdato a un network che fa luce su storie rilevanti e significative Adam in City on Steroides ha proposto un tour di varie città per mostrarci come la Cina si stia trasformando in una superpotenza. Con Saving Madagascar ha portato in evidenza il veloce e dimenticato suicidio ecologico del Jurassic Park causato dalle attività umane e dalla fame di risorse.
Adam Yamaguchi ha iniziato la sua carriera giornalistica a Los Angeles, presso l'Università della California, dove era caporedattore del giornale interno, The Daily Bruin. Ha lavorato per FOX sports e per la CNN. Come inviato per la TV Asahi Japan ha viaggiato in tutto il mondo, documentando alcune tra le vicende più rilevanti degli ultimi anni, fra cui gli attacchi dell'11 settembre e la guerra in Iraq. Ha seguito per settimane le elezioni presidenziali del 2000 e i successivi sviluppi.
Per Current TV Yamaguchi ha prodotto molti reportage sulla percezione degli Stati Uniti all'estero e sulla diffusione del potere statunitense all'estero, raccontando storie da Egitto, Colombia, Pakistan e Inghilterra. Ha realizzato anche una serie di storie sul global warming mostrando il problema della siccità nelle paludi della Louisiana un mese prima che l'uragano Katrina sconvolgesse la Costa del Golfo.

### Premi per i reportage
From Russia with hate
- Finalista al New York Festival del 2008, nella categoria Investigative Report
- Secondo premio ai Telly Awards del 2008
- Livingston award del 2008, nella categoria International Reporting
- Primo classificato al National Headliner Award del 2008 nella categoria Investigative Reporting
- Webby Award del 2008, nella categoria Drama: Individual Episode
- Webby People's Choice Award
- Nominato per Best New Approach: Documentaries, per i News & Documentary Emmys del 2008

Knob Creek shoutout
- Secondo premio ai Telly Awards del 2008

Mogadishu Madness
- Nominato per Best New Approach: Current News Coverage, per i News & Documentary Emmys del 2008

Night Convoy: Iraq
- Finalista al New York Festivals del 2008 nella categoria Special Issue/Current Events
- Terzo premio ai Telly Awards del 2008

Rebels in the Pipeline
- Secondo classificato al New York Festivals come Best News Reporter/Correspondent
- Terzo premio ai Telly Awards del 2008

Toxic villages
- Finalista al New York Festival del 2008, nella categoria Investigative Report

War Wounds
- Primo classificato al New York festivals del 2008 per la categoria Human Relations

## Current in Italia
La redazione e gli studi televisivi di Current erano ubicati a Roma con una sede distaccata a Milano in cui erano ospitati Marketing & Sales. Tommaso Tessarolo, già ideatore di N3TV, ha rivestito il ruolo di General Manager. Hanno fatto parte del senior staff: Paolo Lorenzoni (Director of Marketing), Davide Scalenghe (Director of International Reporting e Senior Executive Producer) e Giulia Fundarò (Director of Business Affairs & Legal).
Il 25 marzo 2010 Current è una delle emittenti che trasmette il programma ideato e condotto da Michele Santoro Raiperunanotte, che risulta essere il programma più visto di sempre per l'emittente, con il 2,5% di share in prime time. A partire dal 7 settembre 2010 viene trasmesso il programma Passaparola condotto da Marco Travaglio.
Il 19 maggio 2011 Sky Italia annuncia la decisione di interrompere la trasmissione di Current Italia. Lo stesso giorno, Al Gore in un'intervista a Beppe Severgnini ha dichiarato che la responsabilità della chiusura era da ascrivere a News Corporation, la holding che fa capo a Rupert Murdoch, come modo per fare un favore a Silvio Berlusconi, sottolineando che "News Corp sta cercando di entrare nel business del digitale terrestre però, per questo, ha bisogno del consenso di Berlusconi".
Subito dopo le dichiarazioni di Gore, Sky Italia ha diramato una nota in cui si rimarcava che a Current era stata offerta la possibilità di essere inclusa nel bouquet Sky per altri tre anni e che l'accordo non era stato raggiunto perché Joel Hyatt, socio fondatore di Current, aveva ritenuto insufficiente la cifra di 10 milioni di dollari offerta da Sky all'emittente. Inoltre, Tom Mockridge ha asserito che i dati d'ascolto di Current sono diversi da quelli riportati da Al Gore, e ben al di sotto delle aspettative di Sky: "i dati Auditel dicono che solo un abbonato di Sky su 25 ha guardato Current almeno per 10 minuti in una settimana nel corso del 2011", "Si tratta di dati in calo del 20% sulla media giornaliera e addirittura del 40% in prima serata, se comparati al 2010".
Le trasmissioni di Current Italia sono definitivamente cessate il 31 luglio 2011.
Per congedarsi dal pubblico, dal 27 luglio fino alla chiusura, l'emittente ha proposto in loop, all'inizio e al termine di ogni blocco pubblicitario e come promo unico di canale il seguente messaggio su sfondo nero:
a chi ci ha seguito in tv

a chi ha partecipato e condiviso in rete

a chi ha scritto e parlato di noi

a chi ha voluto premiarci per il nostro lavoro

a chi ha deciso di collaborare con noi

a chi ci ha guardato e poi criticato

Grazie insomma a tutti quelli che Montanelli chiamerebbe i nostri "lettori"

perché sono stati i nostri veri padroni

Il team di Current Italia
8 maggio 2008 – 31 luglio 2011»

## Riconoscimenti
Current ha ricevuto riconoscimenti tra i quali il Premio Emmy 2007 come miglior canale televisivo interattivo. Il primo scoop risale all'uragano Katrina, dove l'unico video girato da terra fu quello di un soccorritore volontario di 23 anni, che riprese quel poco che restava di New Orleans dalla barca con cui caricava i sopravvissuti, e una volta tornato a casa, montò da sé il girato e lo inviò. Il video fece il giro del mondo, così come le immagini girate da un giovane israeliano nella striscia di Gaza durante l'evacuazione, dove i giornalisti erano stati tenuti off limits, ma i liberi cittadini no.